# Giovani Lo Celso
Pour les articles homonymes, voir Celso.
Giovani Lo Celso, né le 9 avril 1996 à Rosario en Argentine, est un footballeur international argentin qui évolue au poste de milieu de terrain au Real Betis.
Il est le frère aîné de Francesco Lo Celso, lui aussi footballeur.

## Biographie

### Jeunesse et formation
Lo Celso commence le football avec le club de Baby-football de San José del Rincon. Il rejoint ensuite la très renommée Asociación Atlética Jorge Griffa dont ressortent de nombreux footballeurs de talent. Contrairement à la plupart des jeunes joueurs de l'académie, Lo Celso refuse de rejoindre les Newell's Old Boys et souhaite suivre le même itinéraire que son idole et compatriote argentin Ángel Di María. Avec l'autorisation de l'Asociación Griffa, et après deux ans dans l'académie, il rejoint donc le club de Rosario Central, en 2010 à seulement 14 ans,.

### Carrière en club

#### Débuts professionnels à Rosario Central (2015-2016)
Lo Celso poursuit sa formation de footballeur avec les jeunes de Rosario Central et remporte trois titres dans les catégories inférieures avec le club. À l'âge de 19 ans, il signe son premier contrat professionnel avec son club formateur. Avec les équipes de jeunes du club, il participe à 95 matchs et marque 27 buts. À 19 ans, il dispute son premier match en Primera División, le 19 juillet 2015, lors d'un match nul 0-0 contre Velez Sarsfield,. Son entraîneur Eduardo Coudet, le fait entrer en jeu après 78 minutes de jeu. Lors de son deuxième match contre Sarmiento de Junin, il délivre une passe décisive pour Marco Ruben,. Lo Celso marque son premier but sous ses couleurs en début de saison suivante face au CA Colón, en championnat.
L'année 2016 est l'occasion pour Lo Celso de s'affirmer au haut niveau puisqu'il est considéré comme l'une des révélations de la Copa Libertadores aux côtés de joueurs tels que Gabriel Jesus ou Emanuel Mammana. En janvier, La Gazzetta dello Sport classe également le joueur argentin parmi les 50 meilleurs joueurs de moins de 20 ans. Alors que de nombreuses rumeurs l'envoient en Angleterre ou en Italie, en début d'année, son nom est régulièrement associé à celui du Paris Saint-Germain à partir d'avril. En juillet, cette piste se confirme puisque le PSG et Rosario Central s'accordent sur le transfert de Lo Celso en France. Vendu pour 10 millions d'euros plus 4 millions d'euros de bonus, Lo Celso devient le joueur le plus cher vendu par le club de Rosario, devançant son futur coéquipier Ángel Di María. Prêté jusqu'à la fin de l'année 2016,, il commence une nouvelle saison avec son équipe après les Jeux Olympiques mais joue moins en championnat, son coach préférant déjà travailler sur l'équipe telle qu'elle sera après son départ. Il est cependant titulaire indiscutable en Copa Argentina, participant pleinement à la bonne campagne de Rosario dans cette compétition mais échouant en finale en perdant 4-3 face à River Plate. C'est face au CA Belgrano que Giovani joue son dernier match sous les couleurs de son club formateur et marque une dernière fois pour Rosario.

#### Paris Saint-Germain (2016-2019)

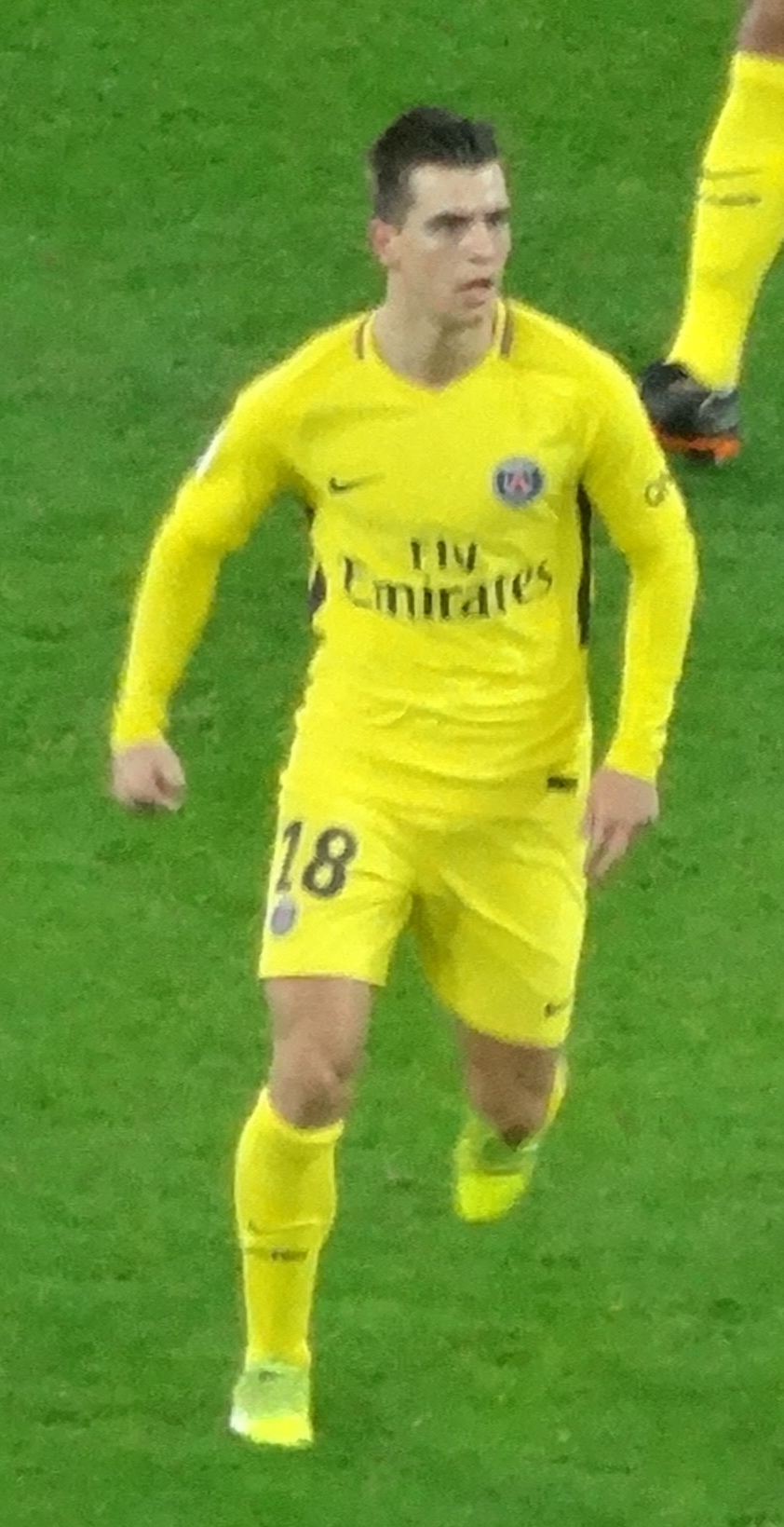
Lo Celso avec le PSG.

Alors que Giovani Lo Celso passe sa visite médicale à Paris le 20 juin 2016, son arrivée au Paris Saint-Germain n'est pas officialisée par les médias du club. Le président Nasser al-Khelaïfi confirme toutefois son arrivée future lors de la présentation d'Hatem Ben Arfa et du nouvel entraîneur Unai Emery le 4 juillet. L'annonce de sa signature et les détails de son transfert sont officialisés par le club le 26 juillet. Lo Celso rejoint ainsi le club parisien dans le cadre d'un contrat de cinq ans mais retourne immédiatement au CA Rosario Central sous forme de prêt jusqu'au 31 décembre 2016.
Il arrive à Paris le 30 décembre 2016 où il visite le centre d'entrainement avant la reprise officielle.
Il joue son premier match officiel avec le PSG le 5 avril 2017 en quarts de finale de la coupe de France, contre l'US Avranches Mont-Saint-Michel en remplaçant Adrien Rabiot à la 63e minute de la rencontre.
Le 6 mai 2017, il pense inscrire son premier but sous les couleurs parisiennes lors de la 36e journée de Ligue 1 contre le SC Bastia quelques minutes après son entrée en jeu, à la suite d'un enchaînement dans la surface, mais le but est finalement attribué à Marquinhos. Quelques minutes plus tard, il rate le coche de peu après une frappe qui s'écrase sur la barre transversale. Lors de la journée suivante à Saint-Étienne, il réalise une passe décisive pour Julian Draxler (victoire 0-5).
Il est titularisé pour la première fois le 20 mai 2017, lors de la 38e journée de Ligue 1 face au SM Caen. Sept mois plus tard, face au même adversaire, il délivre à Kylian Mbappé sa première passe décisive en 2017-2018 (victoire 3-1).
Le 30 janvier 2018, il marque son premier but pour le PSG lors d'un match de coupe de la ligue (demi finale contre le Stade rennais, victoire 2-3).
Quatre jours plus tard, à Lille, il marque son premier but en Ligue 1 d'un lob (victoire 0-3). Avec les absences de Thiago Motta et Marco Verratti il gagne du temps de jeu et se trouve régulièrement titularisé au milieu de terrain, où il est souvent préféré à Lassana Diarra.
Ayant la confiance d'Unai Emery, il supplée au poste de récupérateur lors du huitième de finale aller de Ligue des champions, le 14 février 2018, à Madrid. Le 15 avril 2018, il inscrit un doublé face à l'AS Monaco (victoire 7-1), est élu homme du match, et devient champion de France. Le 8 mai 2018, il ouvre le score en finale de la coupe de France et remporte la compétition (0-2).
Avec l'arrivée de Thomas Tuchel en 2018, il n'apparait pas comme une option intéressante aux yeux du nouvel entraîneur. Après une seule entrée en jeu à Guingamp, et face aux contraintes financières fixées au PSG par l'UEFA, les dirigeants du club décident de le prêter.
Ayant joué un match de Ligue 1, il remporte le titre de champion de France 2019.

#### Real Betis (2018-2019)
Après un changement d'entraineur pour la saison 2018-2019, Thomas Tuchel ne compte pas sur le milieu argentin, qui est prêté au Real Betis. En cas de qualification européenne du club sévillan, l'option d'achat de 25M€ sera automatiquement levée, ou sinon, elle sera optionnelle (cette option vaudrait pour 80 % des droits du joueur et 20 % resteraient au profit du PSG en cas de revente).
Rapidement titulaire au sein de l'effectif de Quique Setién, Lo Celso marque son premier but le 4 octobre 2018 contre Dudelange, en Ligue Europa (victoire 3-0). Le 25 octobre 2018 il marque à San Siro et donne la victoire à son équipe contre l'AC Milan (1-2). Deux semaines plus tard, il marque à nouveau lors du match retour face aux Milanais (1-1 à Séville). Lo Celso inscrit ensuite son premier but en Liga, le 11 novembre 2018 contre le FC Barcelone, et contribue à la victoire de son équipe au Camp Nou (3-4). Le 9 décembre 2018 contre le Rayo Vallecano, il marque son septième but pour le Bétis, dépassant son meilleur total sur une saison.
En janvier 2019, il est élu meilleure recrue de la saison en cours du championnat d'Espagne par le journal Marca.
Le 16 avril 2019, le Betis lève l'option d'achat pour l'Argentin, estimée à 25 millions d'euros, pour finaliser le transfert définitif de son milieu de terrain.
Cette saison réussie lui permet également de s'imposer en sélection argentine dont il devient une des pièces maîtresses.

#### Prêt, puis transfert à Tottenham (2019-2022)
Le 8 août 2019, le vice-champion d'Europe en titre Tottenham officialise le prêt payant de 16 millions d'euros et une obligation d'achat estimée à 60 millions d'euros de Lo Celso. Il hérite du numéro 18 laissé par Fernando Llorente.

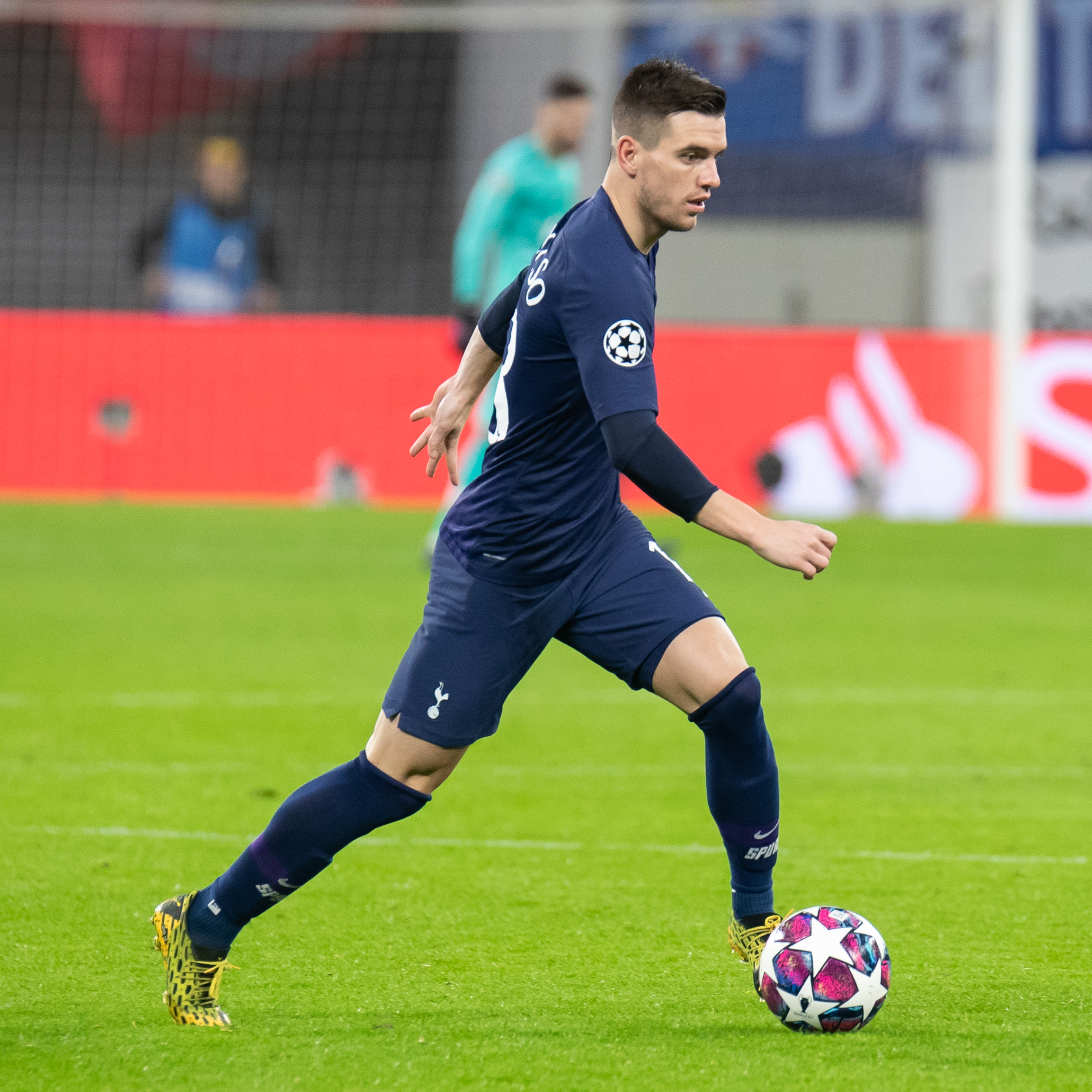
Lo Celso avec Tottenham Hotspur lors d'un match de Ligue des champions en 2020.

Le 17 août 2019, il joue son premier match pour Tottenham en Premier League en entrant en jeu contre le double champion d'Angleterre en titre, Manchester City (2-2). En septembre, il est victime d'une blessure à la hanche ce qui le rend indisponible jusqu'en octobre. Le 6 novembre 2019, lors d'un match de Ligue des champions contre l'Étoile rouge de Belgrade, Lo Celso inscrit son premier but pour les Spurs à la suite d'un cafouillage, pour une victoire 0-4. Quelques jours plus tard, son entraîneur Mauricio Pochettino est remplacé par José Mourinho. Celui-ci lui accorde sa confiance et loue ses qualités. Il confirme sa bonne forme en marquant une nouvelle fois, cette fois ci lors d'un match de FA Cup contre Middlesbrough (victoire 2-1).
À la fin du mercato d'hiver, alors que Christian Eriksen a rejoint l'Inter Milan, le club lève l'option d'achat de Lo Celso. L'indemnité de transfert s'élève à 32M€.
Le 22 février 2020, il réalise une énorme faute en marchant, avec ses crampons, sur la jambe de César Azpilicueta. Cette faute ne sera pas sanctionnée et fera objet de vive critique sur l'arbitrage après visionnage de la VAR. Il distribue sa première passe décisive avec Tottenham lors d'un match de FA Cup contre Norwich City, sur un but de Jan Vertonghen. Après l'arrêt de toutes les compétitions en raison de la pandémie de Covid-19, Tottenham réalise une fin de saison canon et s'offre la sixième place du classement et une qualification inespérée pour la Ligue Europa. Lo Celso se distingue en étant par deux fois passeur décisif, la première fois pour Heung-min Son contre Newcastle (victoire 1-3) et la deuxième fois pour Harry Kane contre Crystal Palace (1-1).
Il commence la saison suivante par une titularisation face au Lokomotiv Plovdiv en Ligue Europa (victoire 1-2), ayant manqué le match d'ouverture de Premier League pour une blessure. Il inscrit un doublé face au Maccabi Haïfa qui permet à Tottenham de se qualifier pour la phase de groupes de la compétition (7-2). Le 5 novembre 2020, il inscrit le troisième but face aux Ludogorets lors de la troisième journée de la phase de groupes (1-3). Le 21 novembre, Giovani Lo Celso marque son premier but en Premier League lors d'un choc remporté face à Manchester City permettant à Tottenham de s'emparer de la première place du classement (2-0).
À la suite du remplacement de Nuno Espírito Santo par Antonio Conte en novembre 2021, il voit son temps de jeu réduit considérablement et est prêté à Villarreal CF pour six mois le 31 janvier 2022.
Mis à l'écart du groupe par Antonio Conte à son retour pendant l'été 2022, il est de nouveau prêté à Villarreal CF jusqu'à la fin de la saison 2022-2023.

#### Prêts à Villarreal (2022-2023)
Le 31 janvier 2022, il rejoint le Villarreal CF en prêt pour six mois, il y retrouve son ancien entraîneur au Paris Saint-Germain Unai Emery.
Comme un signe du destin, il fait son retour en Espagne face au Real Betis en championnat. Entré à la 77ème minute de jeu, il se distingue en étant décisif sur le deuxième but de son équipe pour une victoire 2-0 en terre andalouse.
Le 6 avril 2022, alors que son club dispute un quart de finale aller de Ligue des Champions face au Bayern de Munich, il fait l’unanimité du public et est élu homme du match pour une victoire 1-0 du Submarino Amarillo.
Le 8 mai 2022, lors de la 35e journée du championnat espagnol, Giovani Lo Celso inscrit à la 85e minute de jeu son 1er but sous les couleurs de l'équipe de Villarreal face au FC Séville.
Le 14 août 2022, il est de nouveau prêté à Villarreal jusqu'à la fin de la saison 2022-2023.

#### Retour à Tottenham (2023-2024)
Après un an et demi de prêt au Villarreal CF, il revient auprès des Spurs pour la saison 2023-2024. Annoncé sur le départ et bénéficiant de l'intérêt du Real Betis ou du FC Barcelone, il reste finalement au club après avoir convaincu le nouvel entraîneur Ange Postecoglou de lui donner une chance.
Blessé en début de saison, il joue très peu et ne s'impose pas dans l'équipe des Spurs. Les blessures de James Maddison et de Rodrigo Bentancur lui permettent d'obtenir du temps de jeu.

#### Retour au Real Betis (depuis 2024)
Pas dans les plans d'Ange Postecoglou en début de saison 2024-2025, Lo Celso est transféré au Real Betis le 30 août 2024, dernier jour du mercato estival. Remplaçant numériquement Nabil Fekir, Lo Celso s'engage pour quatre saisons. Le Real Betis paie une indemnité de transfert de cinq millions d'euros et donne à Tottenham une option préférentielle pour un potentiel recrutement de Johnny Cardoso. Participant à l'ensemble des matchs du club en Liga en début de saison, il est avec 5 buts le meilleur buteur du club lors de la trêve internationale d'octobre où il se blesse au muscle droit fémoral droit, ce qui le contraint à plusieurs semaines d'absence des terrains. De retour sur les terrains le 10 novembre pour la réception du Celta de Vigo en Liga, il y délivre une passe décisive pour Marc Bartra permettant à son club d'obtenir un match nul 2-2 dans le temps additionnel,.

### Sélection

#### Argentine olympique
En mai 2016, bien qu'il ait des origines italiennes Giovani Lo Celso fait partie de la liste des joueurs pré-sélectionnés par Tata Martino pour participer aux Jeux olympiques de Rio. Faisant partie du groupe final, il participe à son premier match sous les couleurs de l'Argentine olympique lors d'une rencontre amicale face à la Colombie. Il participe à deux autres matchs amicaux avant d'entamer la compétition officielle.
Lors des Jeux olympiques l'Argentine n'arrive pas à passer les poules, finissant troisième derrière le Honduras et le Portugal. Lo Celso dispute trois rencontres lors du tournoi olympique.

#### Avec la sélection
En novembre 2017, il est convoqué pour la première fois en sélection, aux côtés de ses coéquipiers du PSG Javier Pastore et Ángel Di María. Le 11 novembre, il joue son premier match en équipe nationale, en amical contre la Russie (victoire 0-1). Par la suite, le 23 mars 2018, il délivre sa première passe décisive, en amical face à l'Italie (victoire 2-0).

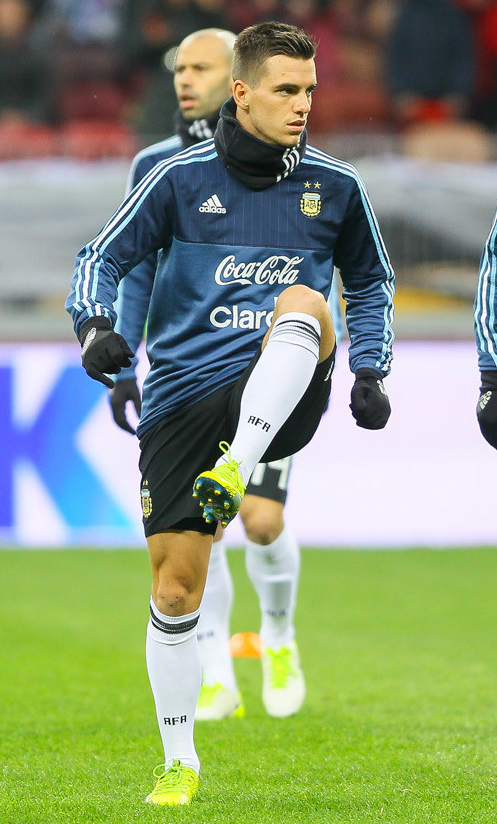
Giovani Lo Celso à l'échauffement avant son premier match avec l'équipe d'Argentine en novembre 2017

En juin 2018, il est appelé par Jorge Sampaoli pour participer à la Coupe du monde organisée en Russie. Sa sélection termine seconde de son groupe derrière la Croatie, puis se fait éliminer en huitième de finale contre la France. Lo Celso ne joue aucune minute durant la compétition.
Après le mondial, Giovani devient un joueur important de la sélection de Lionel Scaloni en obtenant une place de titulaire. Il inscrit son premier but avec l'Argentine le 8 septembre 2018, en amical contre le Guatemala (victoire 0-3).
En juin 2019, il est convoqué par Lionel Scaloni pour disputer la Copa América 2019 organisée au Brésil. Lors de cette compétition, il officie comme titulaire et prend part à six matchs. Il se met en évidence en inscrivant un but contre le Venezuela en quarts de finale (0-2). Il délivre ensuite une passe décisive contre le Chili, lors de la "petite finale", permettant ainsi à l'Argentine de se classer troisième du tournoi.
Il fait partie de la liste des 28 joueurs retenus par Lionel Scaloni, le sélectionneur de L'Albiceleste, pour participer à la Copa América 2021 qu'ils remporteront en finale face au Brésil au Maracanã, le premier trophée depuis la Copa America 1993. Lo Celso est titulaire à tous les matchs (sauf le dernier match de poule).
Il est pratiquement toujours convoqué dans le groupe de Scaloni pour les qualifications à la Coupe du Monde 2022. Blessé à la jambe quelques jours avant l'annonce de la liste de 26 joueurs pour disputer la Coupe du Monde 2022, il doit renoncer et laisse sa place à Exequiel Palacios,. L'Albiceleste sera sacrée championne du monde sans lui, s'imposant face la France en finale.

## Style de jeu
Giovani Lo Celso est connu pour son élégance sur le terrain, grâce, notamment, à une technique bien supérieure à la moyenne. Le gaucher d'1,77 m fait de nombreuses différences balle au pied, notamment grâce à sa qualité de dribble.
Milieu au profil offensif, il lui arrive de jouer en soutien de l'attaquant ou sa qualité technique et très apprécié.
Il réussira une très belle saison sous les couleurs du Betis Séville à ce même poste avant de redescendre au cœur du jeu à Tottenham tout en gardant un aspect offensif.

## Statistiques

### Statistiques détaillées
| Saison                | Club                  | Championnat           | Championnat | Championnat | Championnat | Coupe nationale | Coupe nationale | Coupe nationale | Coupe de la Ligue | Coupe de la Ligue | Coupe de la Ligue | Supercoupe | Supercoupe | Supercoupe | Compétition(s) continentale(s) | Compétition(s) continentale(s) | Compétition(s) continentale(s) | Compétition(s) continentale(s) | Argentine | Argentine | Argentine | Total | Total | Total |
| Saison                | Club                  | Division              | M.          | B.          | P.d.        | M.              | B.              | P.d.            | M.                | B.                | P.d.              | M.         | B.         | P.d.       | Comp.                          | M.                             | B.                             | P.d.                           | M.        | B.        | P.d.      | M.    | B.    | P.d.  |
| 2015                  | Rosario Central       | Primera División      | 13          | 0           | 3           | 3               | 0               | 2               | -                 | -                 | -                 | -          | -          | -          | -                              | -                              | -                              | -                              | -         | -         | -         | 16    | 0     | 5     |
| 2016                  | Rosario Central       | Primera División      | 14          | 2           | 5           | 1               | 0               | 0               | -                 | -                 | -                 | -          | -          | -          | CL                             | 9                              | 0                              | 1                              | -         | -         | -         | 24    | 2     | 6     |
| 2016-2017             | Rosario Central       | Primera División      | 9           | 1           | 2           | 5               | 0               | 1               | -                 | -                 | -                 | -          | -          | -          | -                              | -                              | -                              | -                              | -         | -         | -         | 14    | 1     | 3     |
| Sous-total            | Sous-total            | Sous-total            | 36          | 3           | 10          | 9               | 0               | 3               | -                 | -                 | -                 | -          | -          | -          | -                              | 9                              | 0                              | 1                              | -         | -         | -         | 54    | 3     | 14    |
| 2016-2017             | Paris Saint-Germain   | Ligue 1               | 4           | 0           | 2           | 1               | 0               | 0               | -                 | -                 | -                 | -          | -          | -          | C1                             | -                              | -                              | -                              | -         | -         | -         | 5     | 0     | 2     |
| 2017-2018             | Paris Saint-Germain   | Ligue 1               | 33          | 4           | 4           | 4               | 1               | 0               | 4                 | 1                 | 0                 | -          | -          | -          | C1                             | 7                              | 0                              | 2                              | 5         | 0         | 1         | 53    | 6     | 7     |
| 2018-2019             | Paris Saint-Germain   | Ligue 1               | 1           | 0           | 0           | -               | -               | -               | -                 | -                 | -                 | -          | -          | -          | C1                             | -                              | -                              | -                              | -         | -         | -         | 1     | 0     | 0     |
| Sous-total            | Sous-total            | Sous-total            | 38          | 4           | 6           | 5               | 1               | 0               | 4                 | 1                 | 0                 | -          | -          | -          | -                              | 7                              | 0                              | 2                              | 5         | 0         | 1         | 59    | 6     | 9     |
| 2018-2019             | Real Betis (prêt)     | Liga                  | 32          | 9           | 4           | 6               | 2               | 0               | -                 | -                 | -                 | -          | -          | -          | C3                             | 7                              | 5                              | 1                              | 14        | 2         | 3         | 59    | 18    | 8     |
| 2019-2020             | Tottenham Hotspur     | Premier League        | 28          | 0           | 2           | 4               | 1               | 1               | 0                 | 0                 | 0                 | -          | -          | -          | C1                             | 5                              | 1                              | 0                              | 2         | 0         | 0         | 39    | 2     | 3     |
| 2020-2021             | Tottenham Hotspur     | Premier League        | 18          | 1           | 1           | -               | -               | -               | 1                 | 0                 | 0                 | -          | -          | -          | C3                             | 9                              | 4                              | 0                              | 9         | 0         | 2         | 37    | 5     | 3     |
| 2021-2022             | Tottenham Hotspur     | Premier League        | 9           | 0           | 0           | 1               | 0               | 0               | 4                 | 0                 | 0                 | -          | -          | -          | C4                             | 5                              | 1                              | 1                              | 6         | 0         | 3         | 25    | 1     | 4     |
| 2023-2024             | Tottenham Hotspur     | Premier League        | 22          | 2           | 2           | 1               | 0               | 0               | 1                 | 0                 | 0                 | -          | -          | -          | -                              | -                              | -                              | -                              | 13        | 1         | 2         | 37    | 3     | 4     |
| Sous-total            | Sous-total            | Sous-total            | 77          | 3           | 5           | 6               | 1               | 1               | 6                 | 0                 | 0                 | -          | -          | -          | -                              | 19                             | 6                              | 1                              | 30        | 1         | 7         | 138   | 11    | 14    |
| 2021-2022             | Villarreal CF (prêt)  | Liga                  | 16          | 1           | 0           | -               | -               | -               | -                 | -                 | -                 | -          | -          | -          | C1                             | 6                              | 0                              | 0                              | 3         | 0         | 0         | 25    | 1     | 0     |
| 2022-2023             | Villarreal CF (prêt)  | Liga                  | 22          | 2           | 1           | -               | -               | -               | -                 | -                 | -                 | -          | -          | -          | C4                             | 7                              | 0                              | 1                              | 5         | 0         | 4         | 34    | 2     | 6     |
| Sous-total            | Sous-total            | Sous-total            | 38          | 3           | 1           | 0               | 0               | 0               | 0                 | 0                 | 0                 | 0          | 0          | 0          | -                              | 13                             | 0                              | 1                              | 8         | 0         | 4         | 59    | 3     | 6     |
| 2024-2025             | Real Betis            | Liga                  | 25          | 8           | 3           | 2               | 0               | 0               | -                 | -                 | -                 | -          | -          | -          | C4                             | 7                              | 1                              | 0                              | 4         | 0         | 1         | 38    | 9     | 4     |
| 2025-2026             | Real Betis            | Liga                  | 1           | 0           | 0           | -               | -               | -               | -                 | -                 | -                 | -          | -          | -          | -                              | -                              | -                              | -                              | -         | -         | -         | 1     | 0     | 0     |
| Sous-total            | Sous-total            | Sous-total            | 26          | 8           | 3           | 2               | 0               | 0               | -                 | -                 | -                 | -          | -          | -          | -                              | 7                              | 1                              | 0                              | 4         | 0         | 1         | 39    | 9     | 4     |
| Total sur la carrière | Total sur la carrière | Total sur la carrière | 247         | 30          | 29          | 28              | 4               | 4               | 10                | 1                 | 0                 | -          | -          | -          | -                              | 60                             | 11                             | 6                              | 61        | 3         | 16        | 406   | 49    | 55    |

### En sélection nationale
| Saison                | Sélection             | Phases finales        | Phases finales | Phases finales | Phases finales | Éliminatoires CDM | Éliminatoires CDM | Éliminatoires CDM | Matchs amicaux | Matchs amicaux | Matchs amicaux | Total | Total | Total |
| Saison                | Sélection             | Compétition           | M              | B              | Pd             | M                 | B                 | Pd                | M              | B              | Pd             | M     | B     | Pd    |
| --------------------- | --------------------- | --------------------- | -------------- | -------------- | -------------- | ----------------- | ----------------- | ----------------- | -------------- | -------------- | -------------- | ----- | ----- | ----- |
| 2017-2018             | Argentine             | Coupe du monde 2018   | 0              | 0              | 0              | -                 | -                 | -                 | 5              | 0              | 1              | 5     | 0     | 1     |
| 2018-2019             | Argentine             | Copa América 2019     | 6              | 1              | 1              | -                 | -                 | -                 | 8              | 1              | 2              | 14    | 2     | 3     |
| 2019-2020             | Argentine             | -                     | -              | -              | -              | -                 | -                 | -                 | 2              | 0              | 0              | 2     | 0     | 0     |
| 2020-2021             | Argentine             | Copa América 2021     | 6              | 0              | 0              | 3                 | 0                 | 2                 | -              | -              | -              | 9     | 0     | 2     |
| 2021-2022             | Argentine             | Finalissima 2022      | 1              | 0              | 0              | 8                 | 0                 | 3                 | 0              | 0              | 0              | 9     | 0     | 3     |
| 2022-2023             | Argentine             | Coupe du monde 2022   | -              | -              | -              | -                 | -                 | -                 | 5              | 0              | 4              | 5     | 0     | 4     |
| 2023-2024             | Argentine             | Copa América 2024     | 5              | 0              | 1              | 4                 | 0                 | 1                 | 4              | 1              | 0              | 13    | 1     | 2     |
| 2024-2025             | Argentine             | -                     | -              | -              | -              | 4                 | 0                 | 1                 | -              | -              | -              | 4     | 0     | 1     |
| Total sur la carrière | Total sur la carrière | Total sur la carrière | 18             | 1              | 2              | 19                | 0                 | 7                 | 24             | 2              | 7              | 61    | 3     | 16    |

### Buts internationaux
| 0 | Date             | Lieu                                                   | Adversaire | Score | Résultat | Compétition       |
| - | ---------------- | ------------------------------------------------------ | ---------- | ----- | -------- | ----------------- |
| 1 | 7 septembre 2018 | Los Angeles Memorial Coliseum, Los Angeles, États-Unis | Guatemala  | 2-0   | 3-0      | Match amical      |
| 2 | 28 juin 2019     | Stade Maracanã, Rio de Janeiro, Brésil                 | Venezuela  | 0-2   | 0-2      | Copa America 2019 |
| 3 | 23 mars 2024     | Lincoln Financial Field, Philadelphie, États-Unis      | Salvador   | 3-0   | 3-0      | Match amical      |

## Palmarès

### En club
|  |  | Rosario Central - Coupe d'Argentine - Vice-champion : 2016 | Paris Saint-Germain - Ligue 1 - Champion : 2018 et 2019 - Vice-champion : 2017 - Coupe de France - Vainqueur : 2017 et 2018 - Coupe de la Ligue - Vainqueur : 2018 | Tottenham Hotspur - Coupe de la Ligue - Finaliste : 2021 | Real Betis - Ligue Conférence - Finaliste : 2025 |

### En équipe nationale
Argentine
- Vainqueur de la Coupe des champions CONMEBOL–UEFA en 2022
- Vainqueur de la Copa América en 2021 et 2024
- Troisième de la Copa America 2019